# 國家法人說
國家法人說（德語：juristische Staatsperson，日语：〔〕／ Kokka hōjin setsu）是19世紀下半葉德國法学確立的国家法律概念，由威廉·爱德华·阿尔布雷希特提出，卡尔·弗里德里希·冯·格尔伯尔、保罗·拉班德二人傳承，葛歐克·耶林內克完善。國家法人說主張國家自身具備人格，因此國家為法人，而國家的人格不僅存在於國家的個別成員之外，也存在於作為不可分割的整體的國家之外。國家法人說否定國民的人格，而只主張國家的人格。由於國家法人說將國家視為主權的主體，國家法人說又可被稱為國家主權說（日语：〔〕／ Kokka shuken setsu）。國家法人說在第二次世界大战前的日本的憲法學中得到應用，即東京帝國大學教授一木喜德郎、美濃部達吉二人所主張的天皇機關說。

## 概述
國家法人說定義國家為以一定的领土為基礎，擁有固有主權，並由國民組成的實體。國家法人說主張國家自身具備人格，因此國家為法人，而國家的人格不僅存在於國家的個別成員之外，也存在於作為不可分割的整體的國家之外。國家法人說否定國民的人格，而只主張國家的人格。這使國家法人說將國家置於國民的對立面，國民參與國家事務與否不再存在概念上的必要性的問題，而僅存在實踐性的問題，但相對而言，國家在干預國民的权利領域時必須依法行事。此外，國家（尤其是其立法權）不受全體國民福祉理念的約束，並因而獲確立其全能性，但相對而言，立法權可對其他國家行為作出的限制，從而為每位國民提供一定程度的保障。國家法人說亦將國家視為主權的主體，並因而使國家法人說有「國家主權說」的別稱。
國家法人說由威廉·爱德华·阿尔布雷希特提出，卡尔·弗里德里希·冯·格尔伯尔、保罗·拉班德二人傳承，葛欧克·耶林内克完善。國家法人說在作為後發资本主义國家的德國推行自上而下的现代化運動，並預見以工人阶级為中心的民眾將成為君主主權憲法下的主要政治力量之一的背景下產生，是以資產階級為骨幹的君主立宪制思想。日本法學家糠塚康江稱學界的主流意見對國家法人說持批評態度，其中部分意見認為國家法人說已完成其歷史使命，而部分意見則認為國家法人說並未明確國家的統治意志的歸屬。然而，糠塚康江亦稱國家法人說在解釋國家統一性方面的出色表現與對宪法学思想的影響無法被否認。近年來，出現了以法国的主權理論為視角定義國家的概念，以克服國家法人說的缺陷的運動。

## 應用
國家法人說在第二次世界大戰前的日本的憲法學中得到應用，即東京帝國大學教授一木喜德郎、美濃部達吉二人所主張的天皇機關說。天皇機關說一方面阻礙君主（天皇）以統治權的持有者的身分行使主權，並由此建立君主專制政體，另一方面亦阻礙國民以統治權的持有者的身分實現民粹政治。一木喜德郎所提出的天皇機關說建基於國家法人說，而由於天皇機關說維護君主的權力，反對人民主权說，並強調天皇作為最高機關的絕對權威，天皇機關說在甲午战争後尋求與政黨妥協的官僚階層中頗受歡迎。一木喜德郎的學生美濃部達吉在日俄戰爭後將葛歐克·耶林內克為抵抗俾斯麥時代後德國君主制的強化而復興的國家法人說引入日本。美濃部達吉認為國會作為國民的代表機構可以經由內閣約束天皇的意志，由此為政黨政治提供理論基礎。京都帝國大學教授佐佐木惣一亦主張類似的理論。
天皇機關說於1920年代成為日本正式承認的憲法理論，然而隨著軍部法西斯主义抬頭，攻擊天皇機關說的國體明󠄁徵運動於1935年興起，美濃部達吉被迫辭去1932年起獲得的貴族院議席，其主要著作被禁，天皇機關說也同樣被禁止在大學講台上發表。日本戰敗後，政府、日本自由黨與日本社会党的憲法草案均基於天皇機關說，惟隨著《日本国宪法》的確立，天皇失去最高權力機關的地位，天皇機關說亦失去在日本存在的基礎。